# 魏俊民
魏俊民（?—?），元末明初人士。
洪武三年（1370年），奉旨與黃篪、劉儼、丁鳳等「編類天下州郡地理形勢、降附始末。」，纂成《大明志書》。是年冬，書成，命送秘書監鋟梓頒行。授以官。